# Thomas Backlund
Björn Thomas Backlund, född 6 april 1950 i Helsingfors, är en finländsk skådespelare och teaterchef. 

## Biografi
Backlund studerade 1971–1976 vid Svenska handelshögskolan, 1977–1979 vid Svenska teaterskolan och 1979–1981 vid Teaterhögskolan. Han var anställd som skådespelare vid Svenska Teatern 1981–1982 och 1987–1990, vid Wasa Teater 1982–1984, 1985–1987 och 1990–1991 samt som teaterchef i Vasa 1984–1985 och 1991–1999. Han blev 2001 produktionschef/skådespelare vid Svenska Teatern. Under 1990-talet var han bland annat skådespelare, kapten, ekonom och administratör under sex turnéer med Skärgårdsteatern. Han var gästande skådespelare 1999–2001 i TV-serien Falkenswärds möbler och timlärare i scenisk framställning vid Svenska yrkeshögskolan 1999–2001. 
Som skådespelare har Backlund utmärkt sig som en känslig och intelligent tolkare av roller ur ett brett register, till exempel titelrollen i Bernard Pomerances Elefantmannen, Joe Keller i Alla mina söner och Dovregubben i Henrik Ibsens Peer Gynt. Hans skådespelarkonst kännetecknas av en legering bestående av scenisk fantasi och jordnära realism.